# Wladimir Alexandrowitsch Fock
Wladimir Alexandrowitsch Fock (auch Fok, russisch Владимир Александрович Фок, wiss. Transliteration Vladimir Alexandrovič Fok; * 10.jul. / 22. Dezember 1898greg. in Sankt Petersburg; † 27. Dezember 1974 ebenda) war ein sowjetischer theoretischer Physiker, der grundlegende Beiträge zur Quantenmechanik und Quantenfeldtheorie leistete.

## Leben
Fock wurde in Sankt Petersburg in der Familie des Vermessungsingenieurs und Forstwissenschaftlers Alexander Alexandrowitsch Fock geboren. Nach seinem Schulabschluss 1916 begann er an physikalisch-mathematischen Fakultät der Universität von Petrograd zu studieren, trat dann aber zu Beginn des Jahres 1917 freiwillig in eine Artillerieschule ein. Nach einem Schnellkurs wurde er an die rumänische Front geschickt und nahm am Ersten Weltkrieg teil, wobei er verwundet wurde. Nach seiner Demobilisierung 1918 kehrte er nach Petrograd zurück und setzte sein Studium fort. Zu seinen Lehrern zählte Fock unter anderen A. A. Friedmann.

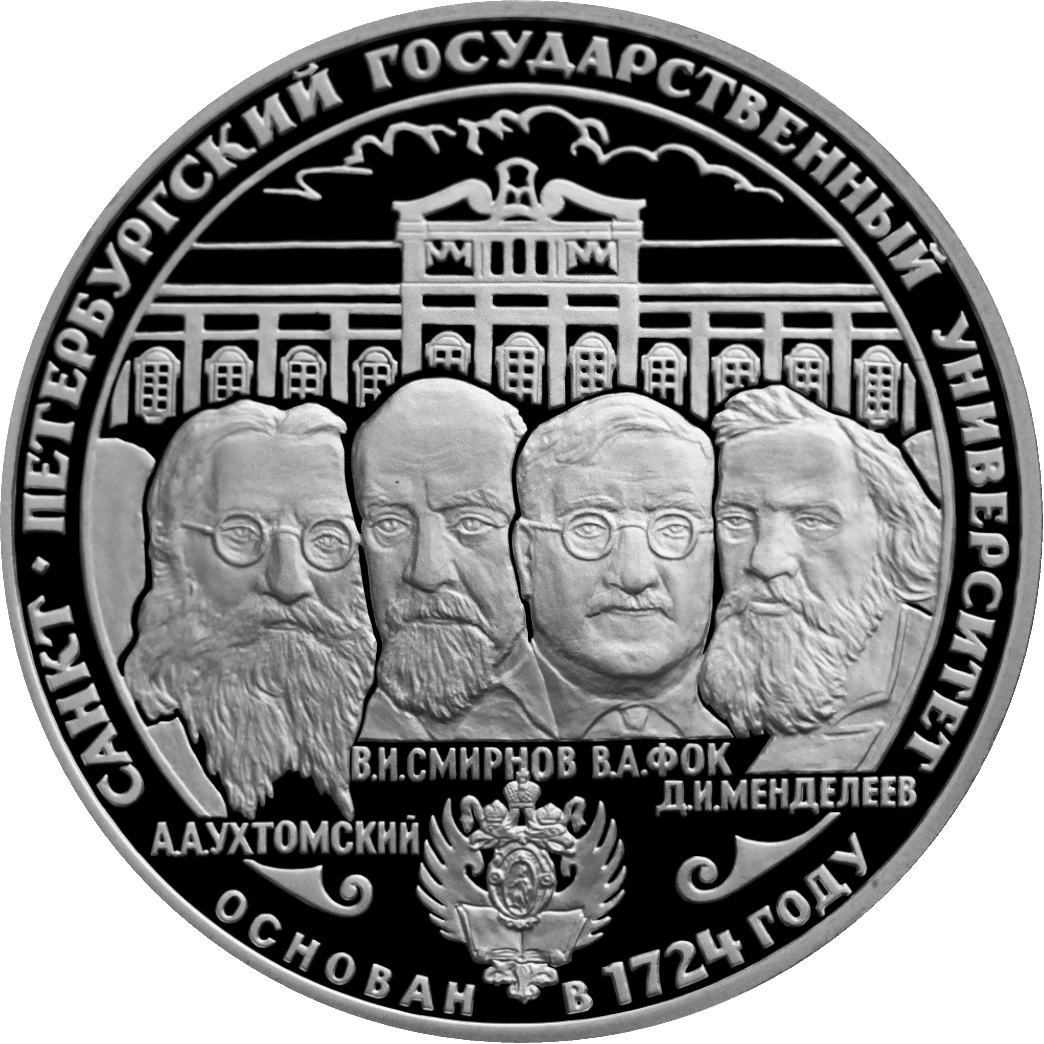
Gedenkmünze der Bank Rossii zum 275. Jahrestag der Gründung der Universität St. Petersburg 1999 mit A. A. Uchtomski, W. I. Smirnow, W. A. Fock und D. I. Mendelejew

Fock schloss sein Studium 1922 mit einer Arbeit zur Quantentheorie und einer weiteren Arbeit zu Integralgleichungen ab und arbeitete anschließend an der Universität von Petrograd, wo er 1932 Professor wurde, später Leiter der Abteilung theoretische Physik. Von 1924 bis 1936 war er außerdem am Leningrader Physikalisch-Technischen Institut und von 1928 bis 1941 am Staatlichen Institut für Optik als Leiter der theoretischen Abteilung, von 1934 bis 1941 sowie von 1944 bis 1953 am Physikalischen Institut sowie von 1954 bis 1964 am Institut für physikalische Probleme der Akademie der Wissenschaften der UdSSR tätig.
Während der Stalinschen Säuberungen wurde Fock zwei Mal verhaftet, im März 1935 sowie im Februar 1937, wurde aber freigelassen, nachdem Piotr Kapiza sich bei Stalin für ihn eingesetzt hatte.
Fock starb 1974 und ist auf dem Friedhof des Petersburger Vororts Komarowo beigesetzt. Sein Grab zählt zum kultur-historischen Erbe. Das physikalische Institut der Staatlichen Universität Sankt Petersburg wurde nach Fock benannt.

## Werk
Fock beschäftigte sich mit Quantenmechanik, Quantenelektrodynamik, Quantenfeldtheorie, statistischer Physik, Relativitätstheorie, mathematischer Physik, angewandter Physik und philosophischen Problemen der Physik. Er führte grundlegende Konzepte der Quantenmechanik und Quantenfeldtheorie, z. B. den Fock-Raum und den zugehörigen Fock-Zuständen und die Hartree-Fock-Methode (im Anschluss an Arbeiten von Douglas Hartree). 1926 führte er unabhängig die Klein-Gordon-Gleichung ein.
Während des Zweiten Weltkriegs entwickelte Fock eine Methode zur Berechnung der Ausbreitung von Radiowellen in der Nähe der Erdoberfläche.
Fock entwickelte eine neue Interpretation der allgemeinen Relativitätstheorie als Theorie der Gravitation, die in der Monographie Raum, Zeit, Gravitation (1955) beschrieben ist. Damit war er zu jener Zeit einer der wenigen Vertreter der Einsteinschen Relativitätstheorie in der Sowjetunion – während die meisten marxistischen Philosophen die Relativitätstheorie ablehnten, betonte Fock, dass ein materialistisches Verständnis der Relativitätstheorie mit der marxistischen Philosophie vereinbar sei.
Fock begründete die wissenschaftliche Schule der theoretischen Physik in Leningrad und trug mit seinen Büchern entscheidend zur Physik-Ausbildung in der UdSSR bei, z. B. schrieb er 1931 das erste russische Lehrbuch zur Quantenmechanik.

## Ehrungen
Fock wurde 1932 korrespondierendes Mitglied, 1939 Mitglied der Akademie der Wissenschaften der UdSSR. Er erhielt zahlreiche Preise, so den Leninorden 1945, 1953 und 1958 und die Helmholtz-Medaille 1971. Die Universitäten von Delhi, Michigan und Leipzig verliehen ihm die Ehrendoktorwürde 1966, 1967 bzw. 1972. 1967 wurde er korrespondierendes und 1969 auswärtiges Mitglied der Akademie der Wissenschaften der DDR.
Seit 1995 wird von der Russischen Akademie der Wissenschaften für herausragende Arbeiten auf dem Gebiet der theoretischen und mathematischen Physik der Fock-Preis verliehen.

## Schriften
- Fock Theorie von Raum-Zeit und Gravitation, Akademie Verlag 1960
- Ludwig Faddejew, L. Khalfin, I. V. Komarov (Hrsg.): Vladimir Aleksandrovich Fock: Selected works. Quantum mechanics and quantum field theory, Chapman and Hall/CRC, Boca Raton, 2004